# アルビダ

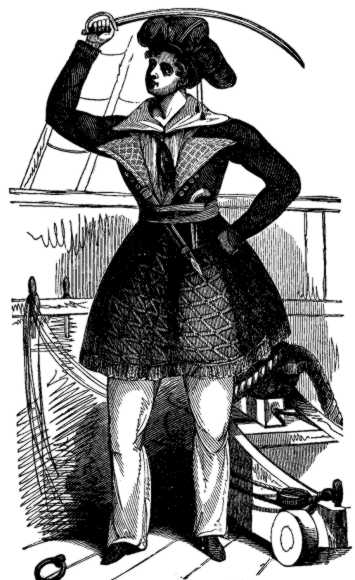
アルビダ (1837年)

アルビダ（Alwida）またはアビルダ（Awilda）あるいはアルビルダ（Alwilda）は、恐らく歴史上、最も古い時期に属す著名な女海賊。バルト海を舞台に活動した。一部の歴史研究者はその実在を疑問視するが、スカンディナヴィアの人々の間では、アルビダの海賊物語は事実と信じられている。
アルビダの名前表記は、海外では Awilda や Alwilda が一般的で、それが正しければ「アルビダ」との発音は正確ではないと思われる。その一方では、Alwida と書かれる場合もあり、日本のカタカナ表記はこちらの発音が一般化したものと考えられる。

## 略歴
アルビダは5世紀頃のスカンディナヴィア王女で、王は姫をデンマークのアルフ皇太子（crown prince Alf）と結婚させようとしていた。しかし、アルビダは父の申し出を頑なに拒んで、複数の女友達と共に水夫のような服を着て船を仕立てると、バルト海へと逃げ出した。
航海中、彼女たちは偶然にも、つい最近船長を失ったばかりの海賊船と出遭い、アルビダたちは勇敢にも彼らを何日間も逃がさなかったと伝わる。そのため海賊たちはアルビダを次の船長と認めたのである。海賊たちは大成功を収め、ついにはスカンディナヴィア中に名を知られるようになる。
時のデンマーク王は、アルビダの婚約者であったわが子アルフ皇太子を選りすぐりの部下と共に海賊退治へと送り出した。アルフ皇太子一行は海賊船に乗り移ると戦いを優位に進めた。アルビダはアルフ皇太子の勇敢さがとても気に入り、戦いをやめ正体を明かすと、アルフと結婚することを決意したと伝わる。